# 香港商業電台

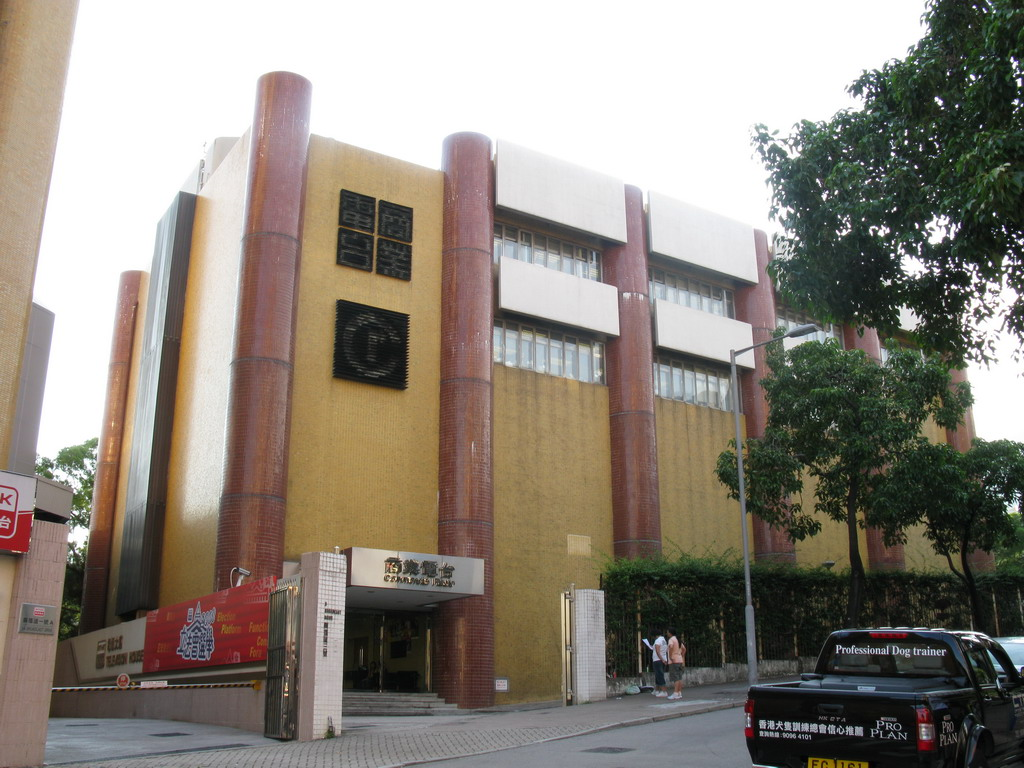
香港商業電台大廈

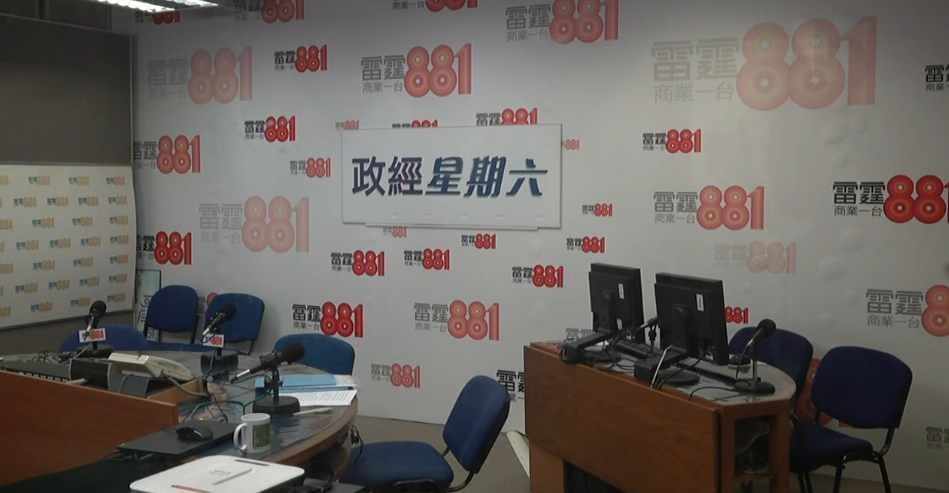
商業一台「政經星期六」直播室（2019年）

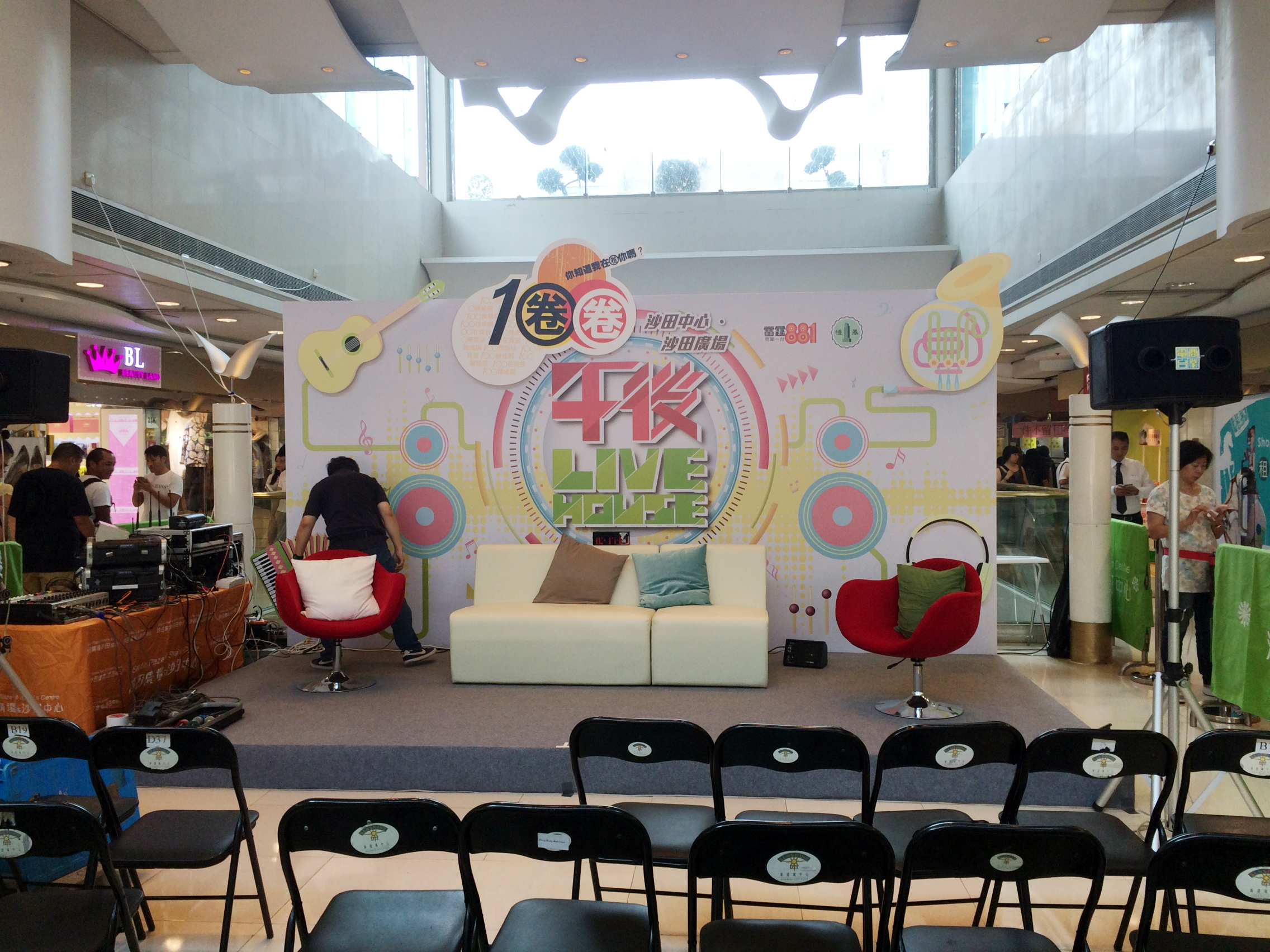
2015年商業電台於沙田中心舉行「一圈圈Live House」直播

香港商業電台（英語：Commercial Radio Hong Kong），全名「香港商業廣播有限公司」（英語：Hong Kong Commercial Broadcasting Corporation Limited），簡稱「商台」（1959年8月26日），是香港首家商營電台，自1959年8月26日啟播。該台長期製作與提供多元化節目，內容涵蓋資訊、時事、文藝及娛樂等領域，透過雷霆881、叱咤903、豁達864等三個頻道及其網路平台，為香港市民提供即時廣播或線上收聽（直播/點播）等服務，是深為港人所熟悉的電台之一。
香港商業電台是全球首間在每30分鐘播放新聞報道（每小時逢整點及30分）的商營電台。1982年，公營的香港電台仿效商台，開始在每小時30分播放新聞報道。商台成為目前全球第二間每30分鐘播放新聞報導的廣播電台。
據2013年香港中文大學新聞與傳播學院所作的調查，商台公信力居於全港電子傳媒的第二位，旗下的商業一台「雷霆881」是全港聽眾人數最多的頻道，而商業二台「叱咤903」則是全港收聽率第二高的頻道。

## 屬下各頻道
頻率
| 發射站  | 歌賦山   | 九龍坑山 | 青山     | 金山     | 南丫     | 筆架山   | 飛鵝山   | 坪洲    |
| ------- | -------- | -------- | -------- | -------- | -------- | -------- | -------- | ------- |
| 雷霆881 | 88.1 MHz | 88.3 MHz | 88.6 MHz | 88.9 MHz | 89.1 MHz | 89.2 MHz | 89.5 MHz |         |
| 叱咤903 | 90.3 MHz | 90.7 MHz | 91.2 MHz | 90.9 MHz | 91.6 MHz | 91.1 MHz | 92.1 MHz |         |
| 豁達864 |          |          |          |          |          |          |          | 864 kHz |

### 雷霆881商業一
頻率為FM 88.1-89.5 MHz。
該頻道以資訊、時事和娛樂節目為主，並以成熟普羅大眾為聽眾對象，是全港聽眾人數最多的電台，現時電台口號是「雷霆881 商業一台」。

### 叱咤903商業二
頻率為FM 90.3-92.1 MHz。
該頻道以青年人與學生為對象，經常播放流行曲，及製作「廣播劇」，以輕鬆、活潑、娛樂及創意為節目方針，是現時在香港年青人社群中最具影響力的電子傳媒頻道，現時電台口號是「這一秒　新一秒　叱咤903」。

### AM864
頻率為AM 864 kHz，為英語/外語廣播頻道，於2005年曾易名為《HMV864》，主要播放國際流行音樂、英語新聞及直播香港賽馬會受注的海外賽馬日之現場聲音評述。2006年起開始播放烏爾都語及尼泊爾語節目。

## 歷史
1956年，香港名紳何東去世，其非婚生子何世義（何佐芝）從何東手上得到五萬港元遺產，資金成為香港商業電台的開台資金。何佐芝當時為一著名收音機廠的代理，市場佔有率超過百分之70。由於收音機廠出現業務下滑情況，何佐芝認為是由於節目數量不足，他便到澳門從绿邨电台創辦人罗保手中拿到廣播權，電台在第二年已達收支平衡。之後何佐芝回港向港督葛量洪申請電台牌照，最終在1957年12月從四個落標機構中中標，1958年2月開始展開籌備工作。1959年8月26日，商業電台正式啟播，中、英兩條頻道每日提供十六小時的廣播服務，當時總部位於荔枝角油庫（即現今美孚新邨）附近，總辦事處設於中環雲咸街勝利大廈103室，業主以2毫一尺租給商業電台作為臨時台址，當時的發射天線也是在電台。據何佐芝的親身測試，當時商業電台的信號已覆蓋香港島及九龍。商業電台第一年獲得盈利用於獎勵員工，第二年開始股東獲得利息。而1959年開台時，電台董事局的董事計有羅文惠（董事長）、何佐芝（總經理）、泰利、鄧肇堅、岑維休、溫仁才、繆德維以及保山基。

### 第一個十年（1959－1969）
1959年籌備期間，林國楷主理中文節目部，John Wallace主理英文節目部，Nick Demuth（狄茂夫）、Nick Kendo、John Gunstone等人加入監製（即英文節目助理）行列，營業部鄺天培任經理。開業不久後，林國楷因事離職，由鄺天培兼任中文節目部主任，藝員開始試音及試播。直至接近正式啟播日期，華龍、岑相、周聰等三人為節目監製（時稱中文節目助理）。正式開播後，陸續起用林彬、張清、馮展平、藍菲、黃宗保、胡莎等為監製員。營業部招得鄺文莊（藝名：文風）協助，開始發展廣告事務；及後有董元爵加入，并負責對外聯絡，接洽廣告事宜。至於廣告播出時間安排、審核廣告來稿、廣告錄音等工作，由鄺文莊駐台負責。當年三人在廣告界有「商台三劍俠」之稱。
開台之初，英文頻道以播放音樂和外購製作為主。而中文頻道節目則更多元化，除了音樂，還有廣播劇、足球賽事、粵劇等內容。商業電台邀請紅遍廣州的廣播人李我加盟，主理膾炙人口的《天空小說》，氣勢一時無兩。隨著聽眾層面日廣，商台在1963年6月16日啓播第二條中文頻道。
1967年，香港發生六七暴動。商台在動亂期間，於中午新聞報告後加播一小段由《大丈夫日記》主持人林彬主講的《時事評論》，雖然《時事評論》的時段很短，卻切中動亂的時弊，立論精闢，極受市民喜愛，而左派人士對此早已恨之入骨，左派媒體亦將商台蔑稱為「傷孽電台」及把林彬改作「臨殯」。8月20日清華街慘案發生後，林彬在節目中強烈譴責左派暴徒發動炸彈襲擊炸斃兒童的暴行，卻招致殺身之禍。8月24日早上，林彬駕車與同為商台職員的堂弟林光海一同返回在荔枝角的商台辦公室上班，但途中遭到喬裝成修路工人的左派暴徒攔截，林彬兄弟被縱火燒至重傷，左派報紙《新晚報》於當日下午率先刊登一篇左派團體的公告承認謀殺林彬。商台創辦人何佐芝於當日下午發表聲明強烈譴責左派暴徒以滅絕人性的手段殘害商台工作人員，強調商台的立場決不動搖。林彬於翌日傷重逝世，商台播放哀樂悼念，一同被嚴重燒傷的林光海也於8月29日不治。面對左派暴徒威脅，商台加強辦公室的保安，何佐芝甚至不回家及居於商台，左派團體則揚言炸毀商台，六七暴動至年尾被平息，商台在林彬和林光海逝世後一直將兩人的遺像懸掛於辦公室，告誡員工不要忘記林彬兄弟為新聞自由所作出的犧牲，直至1997年為止。
初期藝員有林彬、尹芳玲、鍾偉明、張清、岑少文、金剛、金貴、文風、鍾志強、朱雪梅、馬超慈、杜昌華、馮展萍、楊廣培、黃宗保、關键、麥平、陳曙光、劉一帆、蔡雲、葉佳、陳劍雲、馬淑逑、陳惠玲、李雁、丁櫻、莫佩文、鄭康桂、何燕燕、嘉碧、婉碧、梁上碧、崔妙芝等。二台開播後，再加入新血有陳森、區松柏、黃天朗等。播音員有蔡真霞、黃志恆、何月葵，及後有多人增加。工程部由葉雲燊主理。當時播音分為兩更制，由搬台前的42位員工（包括英文台）輪換。由於當時港英政府對播音時間的規限，當時電台廣播時間為早上6點至晚上12點。中文節目部新聞組，初由廖沛霖主持。由於廖沛霖早故，該組由余安接任，下有胡惠民、伍晃榮、麥平、梁德海等任採訪工作。日常新聞報導，由政府新聞處提供給中英文台。

### 1970年代
1966年，由於商台荔枝角總部需要用來興建大型屋苑美孚新邨（該處現為百老匯街18-20號、22-24號、26-28號及30-32號位置），總部先安置於又一村達之路10號地下（現為陳樹渠紀念中學），1972年8月26日，商業電台在13周年紀念日搬進九龍塘廣播道現址，在商業一台繼續堅守監察社會的責任的同時，商業二台則鞏固了其帶領年青人潮流的地位，全力建立唱片騎師文化，孕育了劃時代的「6 pair半」品牌。

### 1980年代
1988年3月，商業電台為推動本地樂壇引入更多本地原創流行音樂作品，宣佈將商業二台正式改革成完全播放中文歌曲的頻道，逢星期一設立「百分百創作日」，只播本地原創的中文歌曲，同時成立叱咤樂壇流行榜取代原有的「中文歌曲擂台陣」及「金榜十大」，並在每年年尾舉辦叱咤樂壇流行榜頒獎典禮至今。商台於1989年12月3日全面轉為FM立體聲廣播，並更改其兩個粵語頻道的傳送頻率，商業一台的頻率由AM864 FM90.3, FM102.4 改為FM88.1-FM89.5，商業二台的頻率由AM675, FM98.2, FM104.6 改為FM90.3-92.1，而原本為商業一台所使用的AM864，則安排給商業英文台作新頻道，而原本為商業二台所使用的AM675，則安排予香港電台轉播BBC World Service的節目，而原本商業英文台所使用的AM1044，則被香港政府暫時收回，留予日後招標成功的「第三個電台」（即日後的新城電台），AM864則改為以英語為主要播放語言，播放新聞及音樂。

### 1990年代
1990年代，商業電台為旗下兩大中文頻道的台呼定為「雷霆881」及「叱咤903」，以確立其品牌定位，「雷霆881」主要以新聞時事及財經資訊為主，「叱咤903」則以推動本地原創音樂及娛樂節目為主，同時指定只播放香港本地原創流行音樂，直至1990年代中期為止。1990年代商業電台也孕育出不少人才，有軟硬天師，在填詞界舉足輕重的林夕和黃偉文等。
1991年7月，新城廣播有限公司（新城電台）啟播，掀起挖角風潮，商業一台大部份重要節目主持人例如顏聯武、利達英、吳桂芳、鄧梓峰都被新城吸納。加上當時香港政治經濟局勢風起雲湧，新聞資訊節目有很大發揮空間，使商業一台漸漸加重新聞及公共事務、財經資訊節目。而商業二台亦因為新城挖角而於92年損失部份DJ，在資源緊絀的情況下，商業二台將節目簡單化，以純綷DJ主持的音樂節目為主，直至1993年左右。
而1990年至1991年間，商業英文台AM864曾被煙草品牌萬事發（Mild Seven）的日本煙草（2914.T）（同時英國加拉赫集團（Gallaher Group plc）控股公司）贊助，破天荒在該頻道深夜時段中不斷播放歌曲音樂。
1993年7月4日，晚上香港商業電台於紅磡鶴園角高山劇場舉行「永遠懷念家駒」悼念音樂會，全場坐滿2600人，飲泣聲此起彼落。
1993年10月26日，香港商業電台於灣仔伊利沙伯體育館舉辦「深愛著你 別了Danny懷念晚會」。
1998年，著名時事評論員，風波裏的茶杯主持人鄭經翰在商台大樓外被襲受傷。
1999年，商業電台曾經與九龍巴士合作，在巴士上安裝收音機設施，播放叱咤903節目，有一定支持，不過亦遭到一些希望車廂內保持寧靜的乘客反對。

### 2000年代
2002年至2003年間，商業英文台與大型唱片連鎖店HMV合作，無間斷播放指定歐美流行歌曲，當時的頻道被稱為HMV 864。
2003年至2004年期間，商業一台著名節目主持鄭經翰、黃毓民先後發生「自我封咪事件」(又稱「香港商業電台續牌風波」)，包括放大假、突然離職等風波，該台經營多年時事討論節目《風波裡的茶杯》正式完結，由於聽眾未能適應緊接的新節目，令該時段一向高企的收聽率直線下滑，商台需要急謀挽回劣勢。
2006年，森美、阮小儀主持的節目《架勢堂》在網上開設「我最想非禮的香港女藝人」選舉，被認為侮辱女性，引起軒然大波。香港廣播事務管理局對商業電台罰款14萬，是香港廣播史上最大的判罰；森美及小儀兩人被停職兩個月，至8月中為止。另外，又在商業中英文台播送道歉聲明，以澄清其原因。
2007年1月，在商業一台播放近十多年由商業電台新聞及公共事務部製作的晨早新聞節目「醒晨」正式結束，早上6時至7時的時段改為由葛民輝主持的《久久久但願人長久》。
2008年2月，商台與聖雅各福群會成立天比高創作伙伴，天比高創作伙伴是一個涵蓋電台、劇場、音樂、電影、動畫等不同平台的多媒體創作企業，年齡介乎12－30歲、有志創作的青年都可加入成為見習創作人。
2008年6月24日，商台網站大革新，其下商台互動推出自家開發軟件Hong Kong Toolbar，取締舊版網站原用的 MMS 和 RTSP 網上直播服務。Hong Kong Toolbar 提供P2P模式收聽商業電台各頻道直播及全新網上音樂頻道「聽不停」直播服務，亦提供即時新聞資訊。數天後，商業電台於其網頁內回復有限度的網上直播服務。雖然其服務標明為Mac用戶網上直播，但實際上只要支援 MMS 和 RTSP 皆可使用。
2008年8月26日為商台49週年，當晚酒會的參加者需穿著戇直（Nerd）的服式。
2009年1月香港商業電台成立 骷髏會 財經網站，概念源自美國的同名神秘組織，同樣希望集結精英運用才智，對世界發揮舉足輕重的影響力。傳揚價值投資之道為宗旨。
2009年3至4月期間，叱咤903進行一次大規模節目調動，多個長期節目結束。
2009年8月，為慶祝商業電台成立五十週年，推出紀念節目叱咤大團圓邀請現任和曾任903台前幕後的人員接受訪問。另外有網上遊戲「邊個商台DJ好係我？」，回答問題後會告知哪一位主持人最能代表你。8月25日，商業電台於當日假香港洲際酒店大禮堂舉行台慶酒會，全台總動員均有出席，並邀得行政長官曾蔭權先生蒞臨主禮。是次盛會冠蓋雲集，逾千位城中官賈名人、政界要員、音樂及傳媒業界管理層、歌手藝人及合作夥伴等均派要員出席到賀，氣氛隆重熱鬧。8月26日再舉行酒會，大部份員工均有出席。
2009年10月，長達8年的節目森美移動結束。
2009年，商台公信力居於全港傳媒的第三位，旗下的頻道雷霆881商業一台是香港聽眾人數最多的電台。 。

### 2010年代
2010年2月9日起免費節目重溫服務取消，該服務自2008年商台網站更新開始提供。4月，民建聯以60萬「買下」商台節目時段《十八仝人愛落區》，引來商台是否政治中立的爭議，社民連成員帶同在六七暴動期間被左派暴徒殺害的商台節目主持人林彬肖像及寫有「死不瞑目」的輓帶，聯同數十名市民一起在商台門外悼念林彬。
受當時菲律賓人質事件影響社會氣氛，2010年8月26日商業電台舉行51週年慰勞宴，相較起往年規模明顯縮小，沒有抽獎和遊戲。
2011年2月14日旗下節目曾報導香港中文大學碩士梁健鵬失業事件，引起社會廣泛關注。
雷霆881及叱咤903在《Marketing》雜誌一項調查中，獲評為2011年度最佳電台第一、二位。
2012年3月4日，商業電台宣布，即時聘請陳志雲擔任行政總裁。
2012年香港行政長官選舉期間，候選人唐英年於選舉論壇上指責另一候選人梁振英，於2003年時以行政會議召集人身份提出縮短商業電台牌照年期至三年，指此舉為打壓言論自由手段。詳見香港商業電台續牌風波。
2012年10月底，AM864逢星期日下午3:00播放由金牌老香港茶餐廳贊助的節目《時光倒流五十年》。
2013年11月底，商台再現續牌風波，行政總裁陳志雲決定將李慧玲由早上節目《在晴朗的一天出發》調至黃昏節目《左右大局》，並由陳志雲親自開咪補上。坊間盛傳商台為續牌而作出主持變動，但商台極力否認。
2014年2月12日，商台著名政論節目主持人李慧玲突然被解僱，她本人沒有向外界交代被解僱原因，事件引起言論自由被打壓的爭議。
2014年6月4日，創辦人、名譽主席何佐芝於養和醫院安詳離世，享年95歲。商台網站台徽傍晚轉成黑色，並以黑底白字圖片宣告何佐芝逝世消息。商台將有一連串紀念何佐芝先生的節目，包括6月4日晚上11時至12時雷霆881及叱咤903聯播特輯《商業電台銘記何佐芝先生 重溫09年8月有誰共鳴》，特輯乃重溫何佐芝先生於2009年8月商業電台五十周年台慶時接受節目《有誰共鳴》專訪，談及創辦商業電台點滴。
2014年8月26日，為商業電台五十五週年台慶大日子，台慶口號為「一就一 二就二 商業電台 五十五」寓意商台與香港與時並進55載。
2015年8月26日，為商業電台五十六週年台慶大日子，台慶口號為「商業電台 第五十六個一歲生日；童心萬丈、願望造就明天。」寓意商台與香港與時並進56載，結集商台團隊每顆純真不偽赤子之心的力量，勇於創新、無懼挑戰，還有全新推出的採訪車。
2019年8月26日，為商業電台六十週年台慶大日子，台慶口號為「商業電台，我們的六十年」寓意商台與香港與時並進60載。
2019年12月4日，商台發聲明以安全理由取消2019年度叱咤樂壇流行榜頒獎典禮，最終各大獎項之結果於2020年1月1日晚上8時30分公布，公布的形式為在網上及收音機同步播放已經預先錄影及製作的節目。

### 2020年代
2020年4月3日，商業電台裁員，並於2020年4月3日終止與蘇耀宗的僱員（服務商台20年）合約，即時生效。惟當日原來安排他在家中於晚上7時至8時主持最後一集《生活日常》，但最後臨時改為播出《叱咤樂壇》，令細So無法與聽眾道別。

## 著名電台節目或主持人

### 1950年代
- 李我－其《天空小說》曾風靡一時

### 1960年代
- 商業電台第一個十年回顧
- 林彬—《大丈夫日記》、《欲罷不能》、《時事評論》，1967年8月24日在返回商台上班的途中，與同為商台職員的堂弟林光海一同遭縱火燒死[29]。

### 1970年代-1980年代
- 六啤半：蘇施黃、關西蒙、曾路得（其後成為歌手）、鍾保羅（已故無綫電視藝員及司儀）、盧業瑂（前歌手、現已移居加拿大）、俞 琤（前商業電台董事局副主席）、楊振耀（轉職DBC數碼電台）、湯正川（移民加拿大）、陳少寶（其後曾擔任環球音樂高層及寶號娛樂製作有限公司（現已清盤）董事局主席、總裁兼行政總裁，現已轉行從事飲食業，為「大上海一品香」老闆）、樂 仕(演唱會搞 手)、錢 錢、張武孝（大AL）及梁安琪（前東區區議員）
- 林憶蓮—當時綽號為「611」（轉職歌手）
- 露比
- 金 剛（配音員）－廣播劇《18樓C座》飾「周老闆」一角
- 朱雪梅－《18樓C座》飾「祥嫂」一角
- 陳 森－《18樓C座》飾「鬍鬚仔」一角
- 利達英（轉職澳門酒店業）
- 歐陽應霽（轉職創作業）
- 鄭丹瑞（升任營運總監、後任創作總裁、後轉職自由創作人）
- 陳輝虹
- 黃耀明（轉職歌手、人山人海董事長）
- 張麗瑾
- 郭啟華—《十一時衝動》（即《霎時衝動》的前身）節目主持人（已離職）
- 顏聯武－《霎時衝動》節目主持人（轉職d100）
- 白韻琴－《盡訴心中情》（轉職新城）
- 馮偉棠
- 蔡齡齡
- 錢佩卿
- 張美英

### 1990年代
- 林家三姊弟：林珊珊（已離職）、林海峰、林曉峰（轉職TVB，後轉職ViuTV）
- 軟硬天師：葛民輝（轉職881，後離任）、林海峰
- 快慢必：快必（2000年至2007年轉投新城，後轉投亞視，2013年擔任人民力量執委）、慢必（2000年至2007年轉投新城，2012年至2020年擔任立法會議員）
- 郭靜—《不一樣的黃昏》（已轉職）
- 黃偉文（轉職新城電台）（已離職）
- 黃志淙—《豁達音樂天空》（已離職）
- 梁兆輝—《豁達音樂天空》（轉職港台）
- 蘭茜—《茜遊戲》（於2023年重返商台）
- 陳海琪—《成人知己》（轉投港台）
- 鄭經翰－前《風波裡的茶杯》主持人（已離職，2004年至2008年擔任立法會議員）
- 林旭華－前《風波裡的茶杯》主持人（已離職）
- 黃毓民－《毓民七鐘敘》、《政治有心人》、《不談風月》（已離職，2008年至2016年擔任立法會議員）
- 倪震、張達明、黃子華、谷德昭、李燦森、陳輝虹、謝昭仁、雷頌德－《無字頭八九十》、《無字頭七八九》（以上全部已離職）
- 吳君如－《嘩嘩嘩打到嚟！》（已離職）
- 盧玉鳳（已離職）

## 歷任董事局主要成員及管理層
董事局主席
- 何佐芝 （1959年－2003年）
- 何驥（2003年－）

董事局副主席
- 俞琤（2003年8月2日－2016年1月1日）

行政總裁
- 俞琤（1998年－2003年8月2日）
- 陳志雲（2010年3月4日－2015年2月10日）
- 陳靜嫻（2019年－）

首席助理行政總裁
- 楊振耀（2009年－2013年）

營運總裁
- 鄭丹瑞（1998年－2002年12月）
- 蔡東豪（2002年12月－2004年8月2日）

創作總裁
- 鄭丹瑞（2002年11月－2004年8月31日）

總經理
- 俞琤（1988年－1997年）
- 陳靜嫻（2003年－2019年）

助理總經理
- 甘菁菁（2006年－2014年1月6日）

首席智囊
- 陳志雲（2015年2月10日－）

商業一台總監
- 黃永（2007年－2012年）
- 何利利（2012年－2016年）
- 郭志仁（2019年－）

叱咤903總監
- 鄭丹瑞（1988年－1998年）
- 蔡靜怡
- 甘菁菁（2004年－2014年）
- 林若寧（2014年－2019年）
- 謝茜嘉（2019年－）
- 唐劍康（2019年－）

## 其他人物

### 董事局
- 已故榮譽主席：何佐芝
- 董事局主席：何驥（註，大股東擁有商台81.5%股份）
- 行政總裁：陳靜嫻
- 非執行董事：梁國傑（註）
- 非執行董事：鄧日燊（註）
- 非執行董事：謝志雄（註）
- 非執行董事：郭勤功（註）
- 非執行董事：繆美恩（註）

註：其中為商台企業有限公司董事會成員

### 高層職員
- 主席︰何驥
- 行政總裁︰陳靜嫻
- 創作總裁︰林若寧
- 財務總監︰余淑儀
- 行政總監︰黃寶蓮
- 工程總監︰林志強
- 首席智囊︰陳志雲
- 主席特別顧問︰陳淑薇
- 雷霆881總監︰郭志仁
- 雷霆881創作主管︰Wasabi
- 雷霆881執行監製 / 音樂總監︰楊美琪
- 叱咤903總監︰Donald
- 叱咤903總監︰謝茜嘉
- 叱咤903助理節目總監︰急急子
- 叱咤903音樂總監︰少爺占、Vani
- 新聞及公共事務部總監︰羅 輝
- 新聞及公共事務副總監︰吳庭光、張秀雲
- 對外事務部總監︰梁泰來[30]

### 節目助理、監製及控制人員
- 節目監製
  - 張志文（German）
  - 金志堅(星期六中午報導天氣/時間)
  - 陳淑如（星期日上午報導天氣/時間）
  - 呂紹銘（Jacky）(早上/中午/晚上報導天氣/時間)
  - 朱穗傑（傑仔/傑傑）(星期日中午報導天氣/時間))
  - 王英偉（阿蕉）(星期六晚上報導天氣/時間)
  - 陳展豪（豪子）(星期一至五/星期日晚間報導天氣/時間)

### 離職
- 俞 琤
- 蔡冕麗 (現職牧師)
- 劉偉恆（現於香港電台工作）
- 蔡東豪（前京東方精電行政總裁）
- 黃仲凱（現職 moov）
- 林雨陽（現為謎米香港行政總裁）
- 林珊珊 (現為寰亞藝人經紀高級副總裁並同事管理環亞傳媒集團旗下Lam&Lamb Entertainment Ltd
- 陳立志 (轉職香港數碼廣播有限公司顧問）
- 梁文道（鳳凰衛視節目主持）
- 鄭經翰（現為D100電台主席、前立法會議員（九龍東）、香港數碼廣播有限公司創台台長）
- 杜之克（現為電視廣播有限公司副總經理）
- 林旭華（現為D100主持）
- 黃毓民（現為MyRadio主持、前立法會議員（九龍西）、前社會民主連線主席）
- 郭詠嘉（現為亞洲國際博覽館公關）
- 鄭丹瑞（無綫電視節目主持、前商業電台營運總裁及創作總裁）
- 毛舜筠（以拍攝電影為主，亦曾替無綫電視拍攝《畢打自己人》及《天天天晴》）
- 翁靜晶（現職律師）
- 施南生
- 張楚勇（香港城市大學公共及社會行政學系高級特任講師兼學生宿舍校友樂禮堂舍監）
- 何亨（現為D100及香港電台主持）
- 何國良（香港理工大學應用社會科學系副教授）
- 梁禮勤（香港電台節目主持）
- 伍穎思 (轉職新城電台)
- 梁兆輝（現為香港電台主持）
- 茜利妹（鄭敏妮）（轉職澳門賽馬會公關）
- 陳嘉熙（Dorothy多樂菲，移民加拿大多倫多，於加拿大中文電台AM1430任職）
- 倪 震
- 鄭家輝（無綫電視J2前主持）
- 杜汶澤（無綫電視前藝員）
- 田蕊妮（無綫電視前藝員）
- 谷祖琳（甜品店「小甜谷」東主）
- 嘉琳
- 黃靜鳴（轉職澳門旅遊娛樂股份有限公司）
- 陳輝陽
- 莫佩嫺（Rosa）（現任職於now寬頻電視，並為OurRadio主持和於香港公開大學李嘉誠專業進修學院任教）
- 基斯
- 農夫（陸永權、鄭詩君）－嘉賓主持
- 卓韻芝（創作人、編劇）
- 黎曉凝（現於澳門最佳西方新新酒店出任公關人員）
- 關勁松（樂評人）
- 陳嘉銘
- 有耳非文
- 朱振邦（村長）（轉職香港數碼廣播有限公司控制組經理）
- 張家豐（阿喱）（東亞唱片製作有限公司總經理）
- 鄺月恆
- 王昱（王郁）
- 張詠妍（wwwinggg）
- 陳雲海
- 葉龍波（轉投政府新聞處）
- 林以諾
- 何翠萍（轉職財政司司長政治助理）
- 細So

## 節目

### 雷霆881

#### 星期一至星期五節目
- 晴朗早晨全餐
- 在晴朗的一天出發
- 自家女皇
- 一家大晒
- 十八樓C座（非賽馬日）
- 一點叮一叮（非賽馬日）
- 人生交叉盤（非賽馬日）
- 1圈圈（非賽馬日）
- 經濟脈搏（港股交易日）
- 樂在其中（公眾假期）
- 人民大道中（非賽馬夜）
- 一馬當先（賽馬日/夜）
- 杏林茶（非賽馬夜）
- 有誰共鳴（非賽馬夜）
- 國際線（非賽馬夜）
- 點算幸福（星期一）（非賽馬夜）
- 樂和心事（星期二至四）（非賽馬夜）
- 同你心導行（星期五）（非賽馬夜）
- 光明頂
- 聽楓的歌
- 一切從音樂開始

#### 星期六節目
- 天欣喜歡你
- 政經星期六
- 潮爆開運王
- 考股專家
- 一馬當先（賽馬日）
- 再創生機（非賽馬日）
- 一好戲（非賽馬日）
- 貼身科技局（非賽馬日）
- 刨經解馬（非賽馬日）
- 大鐵人（非賽馬日）
- 樂齡王國
- 雷霆音樂圈
- 學在其中
- 與時並進
- Z火嘢
- 發式生活
- 一切從音樂開始

#### 星期日節目
- 書.情.歌
- 政好星期天
- 馬路的事我哋的事
- 同途有心人
- 一馬當先（賽馬日）
- 再創生機（非賽馬日）
- 一好戲（非賽馬日）
- 貼身科技局（非賽馬日）
- 刨經解馬（非賽馬日）
- 大鐵人（非賽馬日）
- 細路強
- 334校網
- 吞食天下
- 夢想工
- 薯片鬚Music
- 茜選快樂
- 在時光的這一秒
- 都是我的流行曲
- 一切從音樂開始

#### 已結束節目
- 夢想家
- OT 任務王
- 寫生活
- 當焗者迷
- 泡菜粉絲煲
- 一人一大學
- 回答吧1996
- 一刻館（已結束）
- 八個禮拜環遊世界
- 大寵愛（已結束）
- 巴巴閉 afternoon D（已於2012年6月29日結束）
- 巴巴閉　邊個夠我查篤撐（已於2012年8月24日結束）
- 打書釘（已於2008年3月2日結束）
- 同途有心人（已於2011年4月17日結束）
- 成班嘩鬼嘈喧巴巴閉（已於2012年12月1日結束）
- 兩個女人越夜越美麗（已於2012年12月2日結束）
- 宜樂無窮（已於2012年12月1日結束）
- 煮嘢蘇（已於2008年8月3日結束）
- 球迷集中贏（已結束）
- 理想怎樣（已於2008年8月25日結束）
- 最好的時光（已結束）
- 發式早餐（已於2012年12月2日結束）
- 發現新大陸
- 超級玩具迷（已於2008年10月3日結束）
- 奧運精神（已於2008年8月24日結束）
- 雷霆音樂派
- 星火燎原（已於2012年10月19日結束）
- 聲色短打（已結束）
- 寶刀未老（已結束）
- 左右大局（已於2014年4月4日結束）
- 又愛上子夜場（已於2014年5月11日結束）
- 久久久但願人長久（已於2014年5月30日結束）
- 大開世界（已於2014年6月13日結束）
- 三七二十一團火（已於2014年9月7日結束）
- 起來! 大龍鳳
- 盤股初開（已於2016年4月29日結束）
- 樂活玩家
- C9琪艦店
- 帶一本書去旅行
- 雲常開
- 葛民教育
- 靜默的革命
- 月光光呵呵呵
- 大玩派
- 點算幸福
- 全世界嚮導
- 祝君早安
- 第三齡接觸
- 串
- 讀懂中國
- 中風危機解密
- 草系玩家

### 叱咤903

#### 星期一至星期五節目
- 有誰共鳴
- 雲妮鍾情
- 在晴朗的一天出發
- 早霸王
- 叱咤樂壇
- 知薰E
- 口水多過浪花
- 廣東歌關注組
- 聖艾粒LaLaLaLa
- 集雜志
- 叱咤樂壇Brand Yourself
- 強大人 Get Set Go
- Singaleungsong
- Bad Girl佬
- 支力支力
- 失眠藥
- 一切從音樂開始

#### 星期六節目
- 903 Good Morning Music
- Do Re Mi Fi 酸
- 西加航空
- 903 專業推介
- 咪芝蓮
- 903格
- 903 豁達推介
- 那天我走上了歪路
- 橙咇咇
- Chi Chung's Choice
- 在入睡前交換對白
- 公子會
- 皇牌出場
- 一切從音樂開始

#### 星期日節目
- 梁子力學
- 國語類
- Urban Touch
- 讀賣Sunday
- 兒童適宜
- 人民大道中
- 韓曜日
- 叱咤樂壇 Brand Yourself
- 咆哮山莊
- 903 國民教育
- 夜間失格
- 艾爾絲懷疑仙境
- 一切從音樂開始

#### 已結束節目
- 摩星嶺4號
- 蘇耀一個鐘
- 組黨私竇
- 回家煲歌
- 叱咤樂壇之豁達潮童
- 森美移動
- 喱民精選
- 903 id club 人造巨星
- 普世佳音
- 今朝煲歌
- 雲遊四海
- 絕情谷
- 男上女下
- 有耳喱民（2008年7月4日結束）
- 五天精華遊（2008年7月4日結束）
- Alabama（2008年7月5日結束）
- 午夜閒談（2008年7月5日結束）
- 大野禪寺（2008年7月6日結束）
- 妹妹的情書（2008年11月7日結束）
- 乜嘢地獄（2009年1月25日結束）
- 組BAND時間（2009年3月22日結束）
- DO人SHOW（2009年4月17日結束）
- U（2009年4月18日結束）
- 不設劃位（2009年4月18日結束）
- 球來球往（2009年4月19日結束）
- 西崎公園（2009年4月19日結束）
- 精華遊花園（2009年4月24日結束）
- 萬世巨星（2009年4月24日結束）
- 架勢堂（2009年4月24日結束）
- My 903（2009年8月2日結束）
- 妹妹妹妹（2009年7月25日結束）
- 日出而息 （2009年7月25日結束）
- 嘩！嘩！嘩！打到嚟！2008（2009年10月7日結束）
- 叱吒強（2009年12月25日結束）
- 903 id club id 人辦 (2010年3月27日結束)
- O囧0（2010年7月18日結束）
- 伊維特對伊維特（2010年7月18日結束）
- 你聽我唔到（2010年7月24日結束）
- 朱薰E (2011年3月20日結束)
- 903 id club 到處流行 (2011年4月10日結束)
- 伊維特（2011年7月1日結束）
- 你睇我唔到（2011年7月1日結束）
- 叱咤叱叱咤（2011年9月9日結束）
- 903 idclub 想索敢要（2012年3月25日結束）
- 扭錯台（2012年4月20日結束）
- 有些事現在不做一輩子都不會做（2012年9月7日結束）
- 903 idclub 拉闊理想（2012年4月21日結束）
- 伊維特革命（2012年4月22日結束）
- 麻利有隻小綿羊（2012年5月26日結束）
- 精裝追野仔（2012年5月26日結束）
- AiShiTeRu（2012年5月26日結束）
- 沙漠中的海灘（2012年5月27日結束）
- 我就是王迪詩（2012年12月2日結束）
- 有些歌現在不聽一輩子都不會聽（2013年1月18日結束）
- 叱咤樂迷（2013年4月19日結束）
- 903 id club 零用錢商店街（2013年4月20日結束）
- 人人人（2013年5月4日結束）
- 閒雜人等（2013年5月5日結束）
- 說書人的奇聞怪事錄（2013年6月15日結束）
- 一八七二遊花園（2014年6月27日結束）
- 好回家（2014年10月10日結束）
- 有甚麼時代，聽甚麼的時代曲（2014年11月9日結束）
- 好出奇（2016年5月13日結束）
- 今日正（2016年5月13日結束）
- 雙截棍（2016年5月13日結束）
- 檸檸檸檸檸（2016年5月13日結束）
- 在晴朗的一天出發 - 早安，同學早!（2018年3月2日結束）
- 一周紅人館（2019年5月19日結束）
- 無定向喪煲病狂（2019年5月19日結束）

- 早Junior（2019年7月5日結束）
- 309咤叱系列（2019年7月5日結束）

(星期一：《嘻呵哈嘿》

星期二：《歪常社會研究中心》

星期三：《敗 The Way》

星期四：《不存在主義》

星期五：《戀咁嚟》)
- 毒檸王國（2019年10月7日結束）
- 一個鍾說（2020年2月28日結束）
- 努力!!! 奮鬥!!!（2020年3月1日結束）
- 好醒晨（2020年3月28日結束）
- 生活日常（2020年4月2日結束）
- 叱咤樂壇- 豁達推介（2020年5月29日結束）
- 聽𠵱啲Music（2020年5月30日結束）
- 903獨立調查委員會（2020年5月30日結束）
- 大氣樹窿（2020年10月2日結束）
- 步兵的世界（2021年1月29日結束）
- 903號訪（2021年3月27日結束）
- 廣東爆谷（2021年9月3日結束）
- 你好嘢（2021年9月17日結束）
- 一位呀唔該（2021年9月17日結束）
- 短期租約（2021年11月28日結束）
- Mali Mali Home（2022年2月27日結束）
- 咪芝巨星（2022年7月30日結束）
- 宇宙船（2023年4月28日結束）
- 懶惰船（2023年4月29日結束）
- 二人限聚（2024年11月29日結束）

### AM864
（依筆劃序）
- 樂在黃昏—烏爾都語節目
- 尼泊爾一瞥—尼泊爾語節目

## 廣播劇
- 七劍 (全20回)

林海峰/森美/金剛/卓韻芝/占/細So/阿喱/黎明
- 怪談
- 親密 - (全15集) 2009年2月2日-2009年2月20日
- 36 計
- Uma 與 Neko（1-3）
- 八王子
- 又愛上‧子夜場
- 3厘米
- 鴿子園 (全40集) 2001年商台台慶劇

劉德華/劉松仁/鄭伊健/楊千嬅/吳君如/卓韻芝/謝霆鋒/何韻詩/林海峰/小克/
- 小小說
- 大鄉里
- 大衛營
- 小火花 (全15集) 2002年

苦榮/Twins/陳冠希/小苦妹/陳豪/Yumiko/杜汶澤
- 巴治奧
- 街車王
- 日與夜 (全25集)

林海峰/林憶蓮/張學友/何韻詩/方力申/黃秋生/張燊悅
- 仙樂都
- 四點水
- 四點水續集 - 落雨路
- 好天氣
- 好天氣續集 - 十九歲
- 戀愛1/2

郭富城/彭羚/李惠敏
- 戀愛後1/2

郭富城/彭羚/李惠敏
- 乞嗤爸爸 (全15集)

張學友/陳慧珊/鄧健泓/卓韻芝/阮小儀/鄭丹瑞
- 女校男生
- 公子日記
- 森之愛情 I (全10集)

森美/小儀/王菀之
- 森之愛情 II

森美/小儀/鄧麗欣
- 東京鐵塔
- 大佬冰室
- 爆籃無敵
- 戀愛樂園
- 關男人事
- 關男人事2
- 黃金少年 - Season（1-4）
- 廉政行動
- 獨臂少年 (全26集)

林海峰/張學友/伍詠薇/彭羚/郭晉安
- 萬世巨星 - 龍！虎！爆
- 萬世巨星 - 2058/2059/2060
- 《馬路之友》之《車神傳說》
- I Love You Boyz（1-5）
- I Love You Boyz - 大瘋人院
- I Love You Boyz - 時裝世界
- I Love You Boyz - 萬世巨星
- 十八樓C座
- 宇宙突擊隊之Uma 與 Neko - 砂鍋雲吞雞
- 芝See菇Bi Family之五星級的家 (全20集+後傳5集+外傳5集)

吳君如/苦榮/小苦妹/陳奕迅/谷德昭
- 芝See菇Bi Family之冬天的故事 (全9集)
- 艾粒電視台
- 我沒有愛錯 (36集)

黎明/愛麗斯/Julie/蘭茜
- 笑談廣東話
- 森美幻想劇
- Watdahell - 大野叔叔拆你屋
- 爆炸糖劇場之地板對我說
- 爆炸糖劇場
- 艾粒530劇場 - 孿豬豬
- 艾粒530劇場 - 大連的子民
- 最好的時光

第一章 - 中學篇 (全26集)
第二章 - 大學篇 (全20集)
第三章 - 成年篇 (全20集)
- 脂肪代表奚秀蘭 (全5集)

Mini Cookies/占/朱薰/Marco
- 我們的愛戀篇……

森美/小儀/Mini/陳奕迅/楊千嬅/阿nath
- 新人類年代記 (3部曲) 1997年8月18日-1997年9月5日 1997年商台慶劇

第一部 2015 不死鳥之迷 (張學友/梁詠琪/謝君豪/黃偉文/蘭茜/顏聯武/胡蓓蔚/陳曉東) (全5集)
第二部 2038 愛在無盡蒼茫大地 (張學友/梁詠琪/舒琪/梁朝偉/梁漢文/黎海珊/卓韻芝/張衛健) (全5集)
第三部 2046 變天 (張學友/劉嘉玲/劉德華/森美/金剛/顏聯武/張衛健/梁漢文/黃毓民) (全5集)
- 十九樓半的夏天
- 來不及聽你說愛我
- 妹妹妹妹實況劇場
- 你我他的生日故事
- 戀LOVE LOVE殘酷愛情劇場 (全10集) 2010年11月15日-2010年11月26日
- 那年夏天，我們在海邊發癲 2014年7月21日至8月29日（903《集雜志》時段內播出）
- 銀河歲月 2015年1月5日至30日（紀念譚詠麟入行40週年廣播劇，881《1圈圈》及903《雲妮鍾情》時段內播出）
- 我的名字叫浪子 2015年5月4日至8日（903《今日正》及《廣東爆谷》時段內播出）
- 小宇宙 2015年7月20日至8月31日（《那年夏天，我們在海邊發癲》續集，903《集雜志》時段內播出）
- 拉闊音樂劇場之發條象の翼 2015年10月19日至11月13日（13:30-14:00及23:00-23:30播出）

張敬軒/王菀之/林嘉欣
- 歐陽志強 2017年7月2日開始（903《早霸王》、《叱咤樂壇》、《口水多過浪花》、《生活日常》時段內分集播出，22:30-23:00時段內4集連播）

## 出版刊物
香港商業電台以「商台出版有限公司」名義刊行馬報《節節領先》，逢香港賽馬排位日出版。在其賽馬節目中，如有馬評家成功預測相關場次賽事結果，會以《節節領先報喜訊》宣傳馬經。

## 參看
- Category:香港商業電台節目
- 香港商業電台節目列表
- 何啟東家族（創始人家族）
- Phone-in
- 骷髏會
- 叱咤樂壇流行榜頒獎典禮
- 天比高創作伙伴
- 香港電台廣播
- 香港廣播電台列表
- 廣播道